# بوريس كوزنيتسوف (لاعب كرة قدم)
بوريس كوزنيتسوف (25 مايو 1957 في روسيا - ) هو لاعب كرة قدم (وحمل سابقاً جنسية الاتحاد السوفيتي) في مركز الدفاع. لعب مع سبارتاك موسكو ولوكوموتيف موسكو ونادي جيلينا ونادي روتور فولغوغراد ونادي روستوف ونادي سيسكا موسكو وMohammedan SC (Dhaka) ‏.

## وصلات خارجية
- بوريس كوزنيتسوف (لاعب كرة قدم) على موقع قاعدة بيانات كرة القدم.إي يو (الإنجليزية)